# Babice, Hradec Králové
Babice là một làng thuộc huyện Hradec Králové, vùng Královéhradecký, Cộng hòa Séc.